# رزمایش

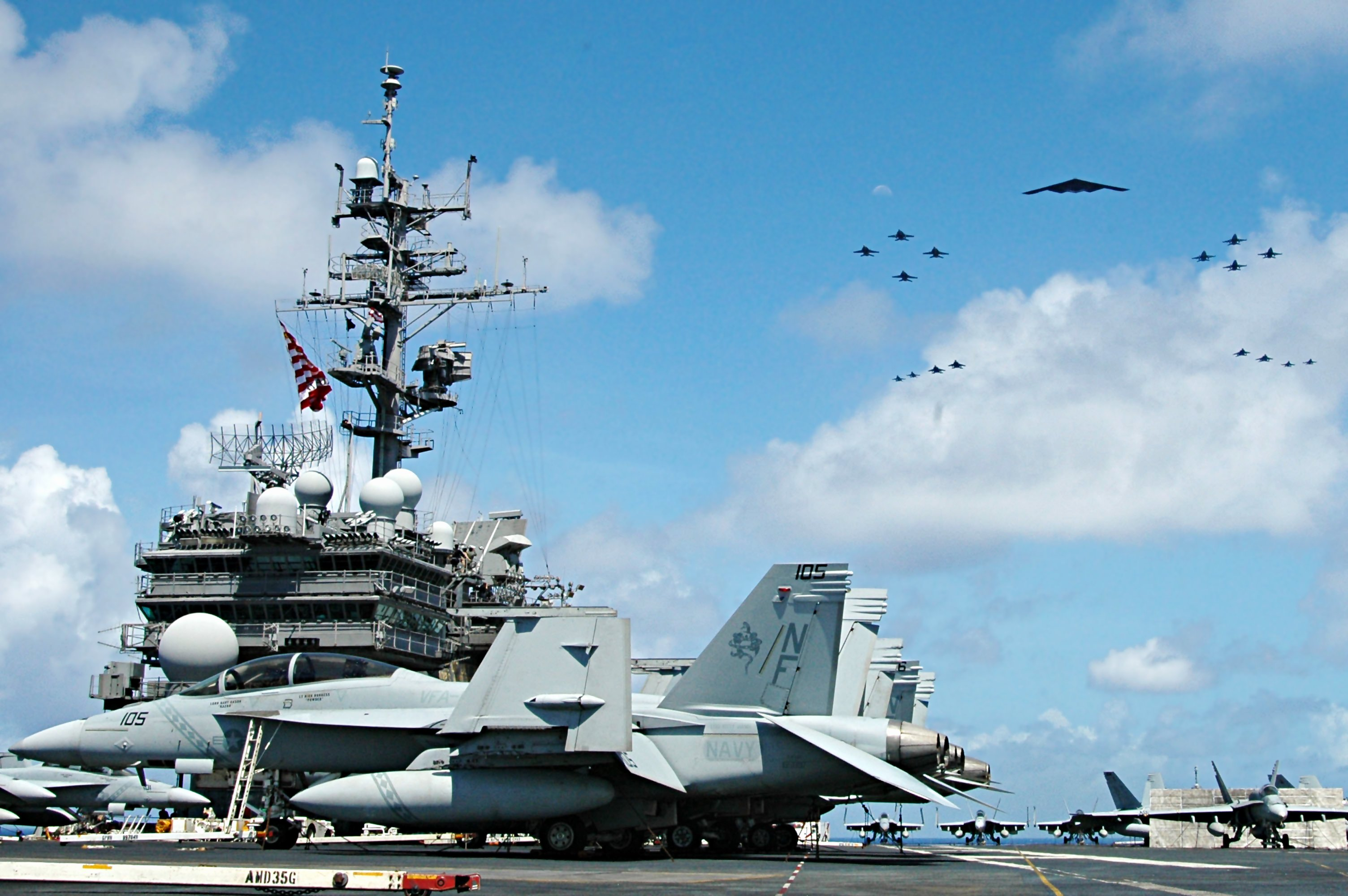
هواپیمابر "USS Kitty Hawk" در رزمایش Valiant Shield، ژوئن ۲۰۰۶، اقیانوس آرام، بزرگ‌ترین رزمایش آمریکا از زمان جنگ ویتنام

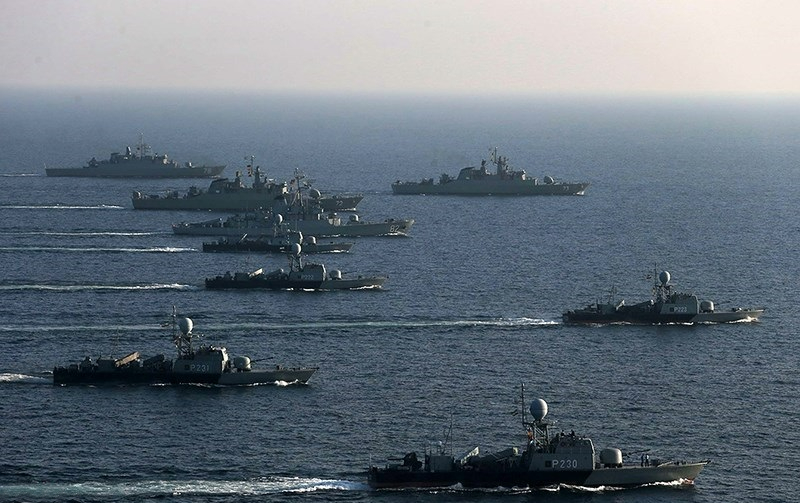
یک گروه از نیروی دریایی ایرانی در رزمایش

رَزمایش یا مانور نظامی به یک تمرین نظامی در مقیاس بزرگ گفته می‌شود که در آن مانورهای گوناگون رزمی اجرا و شبیه‌سازی می‌شوند. رزمایش در اصل شبیه‌سازی یک شرایط جنگی است و هدف از آن، آزمودن و همچنین آموختن شگردهای جنگی است. شیوه‌های مؤثر هماهنگی و ساماندهی نیروهای رزمنده نیز از دیگر موارد آزمایش در یک رزمایش است. در یک رزمایش معمولاً دو سوی نبرد شبیه‌سازی‌شده با نام «آبی» و «قرمز» نامگذاری می‌شوند تا از نامیدن گروه یا کشور بخصوصی به‌عنوان دشمن اجتناب شود.

## واژه‌شناسی
واژهٔ رزمایش از هم‌آمیزی دو واژهٔ رزم + آزمایش پدید آمده‌است. این واژه از مصوبات فرهنگستان زبان و ادب فارسی است.

## برنامه‌ها
در یک رزمایش شهری، اجرای برنامه‌های زیر می‌تواند جزو یک رزمایش باشد:

اجرای نمایش حرکات منظم، شعارنویسی و شکل‌سازی (کارازل)، عملیات رزمی، حرکات راهور، عملیات نمایشی، سلاح‌کشی، اجرای سرود رژه و بازدید و سن، پرواز هواگردها، فرود چتربازان و عملیات راپل، اجرای حرکات موزون نمایشی و انجام حرکات مختلف ورزش‌های رزمی و دفاع شخصی.